# Hellmut Sieglerschmidt

Hellmut Sieglerschmidt etwa 1970

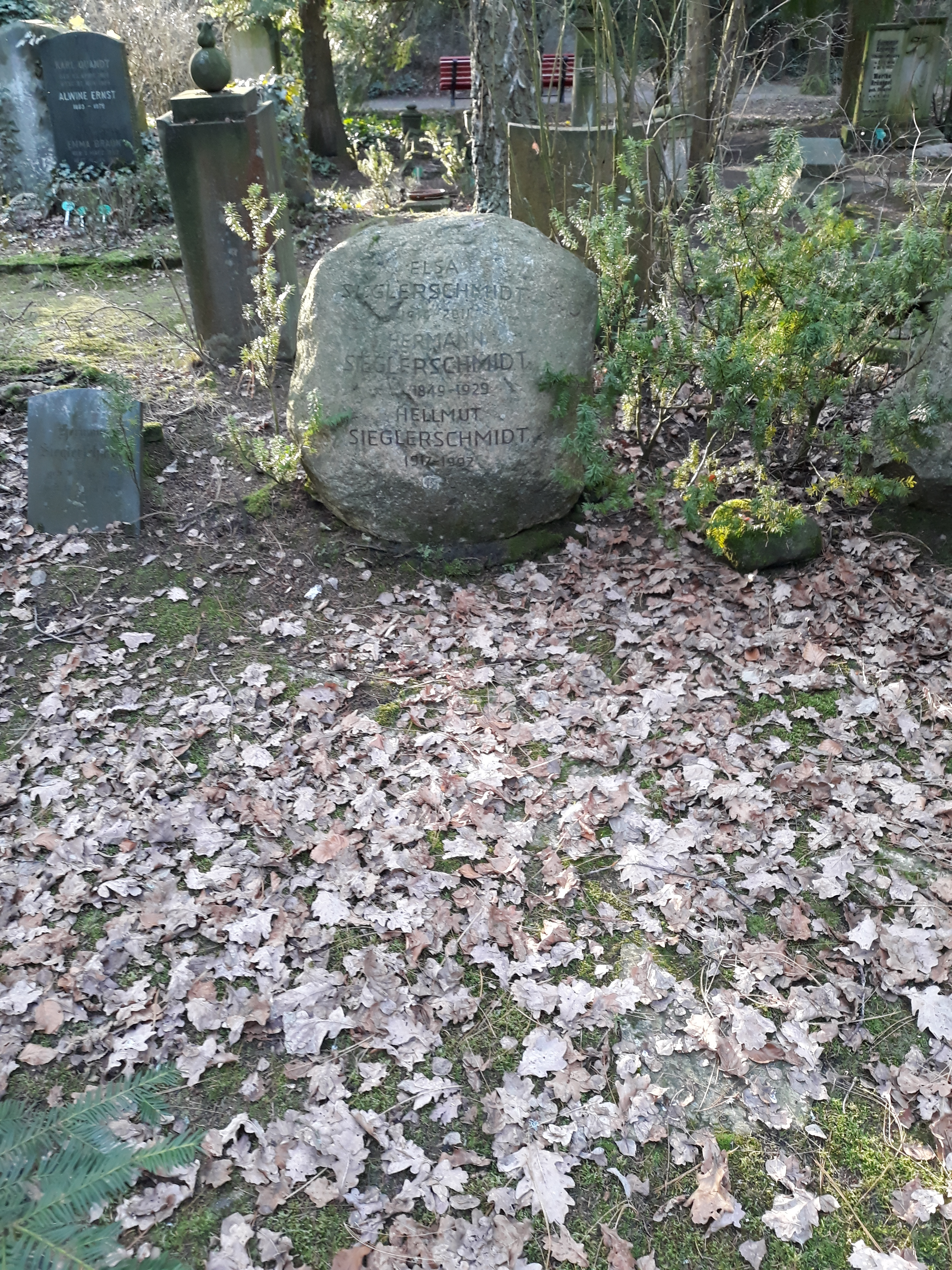
Das Grab von Hellmut Sieglerschmidt und seiner Ehefrau Elsa im Familiengrab auf dem Parkfriedhof Lichterfelde in Berlin.

Hellmut Sieglerschmidt (* 17. Oktober 1917 in Berlin; † 1. März 1992 in Las Palmas de Gran Canaria) war ein deutscher Politiker (SPD). Er war Abgeordneter des Bundestages und des Europaparlamentes.

## Leben
Sieglerschmidt, aus einem konservativen Elternhaus stammend und jahrelang Mitglied in der Bündischen Jugend, später der Hitlerjugend, wurde nach 1933 mit der Tatsache konfrontiert, dass er jüdischer Mischling war. Seine Mutter gab späterhin an, aus einer außerehelichen Beziehung ihrer Mutter zu stammen. Die von ihr 1939 veranlasste rassekundliche Untersuchung bei der Reichsstelle für Sippenforschung hatte Erfolg. Ihre beiden Kinder, Helene und Hellmut, gehörten damit nicht mehr zum unmittelbaren Kreis der Verfolgten. Der „Makel“ jüdischer Herkunft wurde wie in vielen Familien mit ähnlichen Problemen nicht nur während der Zeit des Nationalsozialismus, sondern auch danach beschwiegen.
Sieglerschmidt studierte von 1937 bis 1940 Betriebswirtschaftslehre, das einzige Studium, das ihm angesichts seiner jüdischen Herkunft erlaubt war. Anschließend musste er in den Krieg ziehen und in Russland kämpfen, wo er verwundet wurde. Im Jahr 1945 flüchtete er aus Westpreußen nach Mecklenburg. Sowohl in Bromberg als auch in Parchim und Schwerin arbeitete er zunächst im Verwaltungsdienst. Währenddessen wurde er Mitglied der LDPD, der er ersatzweise beigetreten war, weil er sich nicht der durch die Zwangsvereinigung von SPD und KPD entstandenen SED anschließen wollte. Für die LDPD war er von 1946 bis 1947 Mitglied des Landtages von Mecklenburg. Im Jahr 1947 wollte ihn das NKWD für Spitzeldienste anwerben, denen er sich durch Flucht in den Westen, nach Hannover entzog. Dort trat er sofort der SPD bei. Bis 1950 war er bei der Hannoverschen Presse tätig. Im Jahr 1952 wurde er als persönlicher Referent von Lauritz Lauritzen Beamter im niedersächsischen Landesdienst. 1955 wechselte er zum Bundesamt für Verfassungsschutz nach Köln, um ein Jahr später nach Berlin zur Senatsverwaltung des Innern zu wechseln, wo er unter Joachim Lipschitz und nach dessen Tod Heinrich Albertz arbeitete. Noch Anfang der sechziger Jahre wurde er zum Senatsrat beim Senator für Wissenschaft und Kunst, damals Werner Stein, berufen und handelte in dieser Funktion das Konkordat des Landes Berlin mit den Kirchen aus. Hellmut Sieglerschmidt war mit Elsa Ohst verheiratet und hat vier Kinder, zwei Töchter sowie zwei Söhne.

## Politik
Am 4. Juni 1969 rückte Sieglerschmidt, während der fünften Legislaturperiode, für den verstorbenen Hans Wellmann in den Deutschen Bundestag nach. Er gehörte dem Bundestag bis zum Ende der achten Legislaturperiode 1980 an. Im Parlament war er die ersten drei Wahlperioden als ordentliches Mitglied im Innenausschuss tätig. In der sechsten bis achten Wahlperiode war er zudem, bis auf wenige Monate von März bis Mai 1972, als er ordentliches Mitglied war, stellvertretendes Mitglied des Rechtsausschusses. 1977 wurde er  in das Europäische Parlament entsandt, bei der ersten Europawahl 1979 für eine Legislaturperiode dorthin gewählt, und war auch dort Mitglied des Rechtsausschusses und vehementer Verteidiger des Vorrangs und Einheitlichkeit der Europäischen Rechtsordnung, z. B. mit einem Bericht und einer Resolution als Antwort auf das französische Cohn-Bendit Urteil von 1978. Bereits zuvor war er Mitglied der Parlamentarischen Versammlung des Europarates gewesen. 1984 zog er sich aus Altersgründen aus der Politik zurück. Er starb 1992 in Las Palmas de Gran Canaria bei einem Unfall. Sein Nachlass wird vom Archiv der sozialen Demokratie der Friedrich-Ebert-Stiftung in Bonn verwaltet.